# Отбрана (1899)
Вижте пояснителната страница за други значения на Отбрана.
„Отбрана“ е български вестник, седмичник, излизал в Стара Загора, България, от 6 януари до 14 август 1899 година.
Вестникът е на практика орган на старозагорската митрополия и митрополит Методий Кусев, който е негов отговорен редактор заедно с Н. Атанасов (от 15 брой) и Онуфрий Седмаков (от 18 брой). Редактор-стопанин е друг македонски българин - Матей Геров. Вестникът излиза в сряда, печатан е в печатница „Светлина“ и от него излизат общо 23 броя. Подзаглавието му е Орган на Старозагорский благотворителен комитет. Стои на антисемитски позиции и се бори с безбожието и социализма.